# Липовшица
Липовшица (словен. Lipovšica) је насељено место у општини Содражица, регија Југоисточна Словенија, Словенија.

## Историја
До територијалне реорганизације у Словенији била је у саставу старе општине Рибница.

## Становништво
У попису становништва из 2011. године, Липовшица је имала 54 становника.
| Број становника према пописима | Број становника према пописима | Број становника према пописима |
| ------------------------------ | ------------------------------ | ------------------------------ |
| 1991                           | 2002                           | 2011                           |
| 54                             | 45                             | 54                             |